# كيفن ماكسويل
كيفن ماكسويل هو لاعب هوكي الجليد كندي، ولد في 30 مارس 1960.

## وصلات خارجية
- كيفن ماكسويل على موقع دوري الهوكي الوطني (الإنجليزية)
- كيفن ماكسويل على موقع قاعة مشاهير الهوكي (لاعب أن.إتش.أل) (الإنجليزية)
- كيفن ماكسويل على موقع EliteProspects.com (الإنجليزية)
- كيفن ماكسويل على موقع HockeyDB.com (الإنجليزية)
- كيفن ماكسويل على موقع Hockey-Reference.com (الإنجليزية)
- كيفن ماكسويل على موقع أوليمبيديا (الإنجليزية)